# Nottingham University Business School

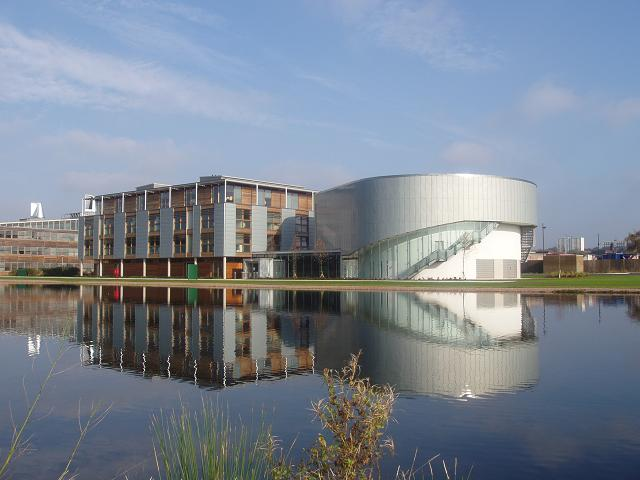
Nottingham University Business School: South Building, Jubilee Campus

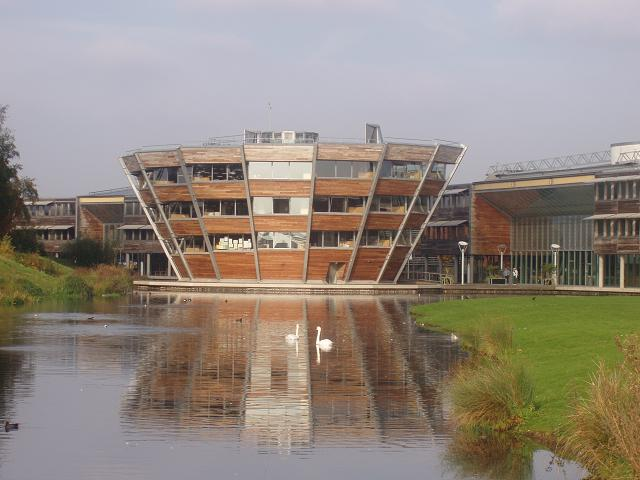
Nottingham University Business School: Bibliothek, Jubilee Campus

Die Nottingham University Business School (NUBS) ist die Business School der University of Nottingham in England. 
Gegründet wurde sie als School of Management and Finance aus den Fakultäten Institute of Management Studies, Industrial Economics und Accounting and Insurance.

## Allgemein
Mit über 2.500 Studenten und über 200 Mitarbeitern ist die Nottingham University Business School eine der führenden Institutionen für Managementausbildung auf Bachelor-, Master- und PhD-Ebene.
Untergebracht ist die NUBS auf dem modernen und mit Architekturpreisen ausgezeichnetem Jubilee Campus, der ab 1999 gebaut wurde. Er befindet sich ca. 2 km vom Hauptcampus in Nottingham entfernt. 
Einzelne Programme werden auch an den Ablegern der University of Nottingham in China, Malaysia und Singapur angeboten.

## Rankings/Qualität
In Rankings wird die NUBS regelmäßig unter die 100 besten Business Schools weltweit gewählt:
- Financial Times Global MBA 2008: 76. Platz
- Economist Intelligence Unit: 62. Platz
- The Aspen Institute ("Beyond grey stripes"): 28. Platz

In der Untersuchung der Higher Education Funding Council for England (HEFCE) wurde die Lehre der NUBS als "excellent" beurteilt und die Forschung erhielt in der jüngsten Research Assessment Exercise (RAE)-Analyse die Bestnote "5".

## Studienangebot (Auswahl)
Angeboten werden verschiedene Bachelor-, Master- und PhD-Kurse.
Das Aushängeschild der Business School sind die MBA-Programme, in denen über 300 Studenten eingeschrieben sind. Somit ist die NUBS eine der größten MBA-Hochschulen in Europa. 
Neben den MBA-Programmen werden noch folgende Master-Abschlüsse angeboten:
- MA in Corporal Social Responsibility
- MA in Corporate Strategy and Governance
- MA in Finance and Investment
- MA in Management
- MA in Marketing
- MA in Insurance Studies
- MA in Risk Management
- MSc in Banking and Finance

- MSc in Computational Finance
- MSc in Entrepreneurship
- MSc in International Business
- MSc in Tourism Management and Marketing

- MSc in Operations Management
- MSc in Operations Management and Manufacturing Systems
- MSc in Industrial Engineering and Operations Management
- MSc in Supply Chain and Operations Management